# Список найстаріших живих людей у світі
Список супердовгожителів, які нині живі включає найстаріших повністю верифікованих супердовгожителів, які нині живі, розташованих у даному списку в порядку зменшення їхнього віку в роках та днях.
Найстарішою людиною в цьому списку є британська супердовгожителька Етель Катерхем (115 років, 343 дні), яка відповідно є найстарішою повністю верифікованою нині живою людиною у світі.
У цей список не включені неверифіковані, частково верифіковані, а також ті, які очікують на верифікацію супердовгожителі. Також у даний список не внесені випадки Лімбо (випадки, коли останнє підтвердження про те, що супердовгожитель був живий, було більш ніж один рік тому, а також раптове зникнення супердовгожителя з регулярних списків супердовгожителів, що публікуються владою).
Щоб уникнути помилкових чи непідтверджених даних про довголіття тієї чи іншої людини, цей список включає тільки тих людей, чий вік був офіційно підтверджений міжнародними організаціями, які спеціалізовано займаються вивченням довголіття, такими як Група геронтологічних досліджень, Книга рекордів Гіннеса та Геронтологічна група LongeviQuest.
Жирним шрифтом виділено людей, які визнані найстарішими нині живими повністю верифікованими супердовгожителями у своїх країнах.
| Nº | Ім'я                   | Стать | Дата народження   | Вік станом на 30 липня 2025 року | Країна          |
| -- | ---------------------- | ----- | ----------------- | -------------------------------- | --------------- |
| 1  | Етель Катерхем         | Ж     | 21 серпня 1909    | 115 років, 343 дні               | Велика Британія |
| 2  | Марі-Роуз Тесьє        | Ж     | 21 травня 1910    | 115 років, 70 днів               | Франція         |
| 3  | Наомі Вайтгед          | Ж     | 26 вересня 1910   | 114 років, 307 днів              | США             |
| 4  | Лючія Лаура Санженіто  | Ж     | 22 листопада 1910 | 114 років, 250 днів              | Італія          |
| 5  | Андре Бертолетто       | Ж     | 1 січня 1911      | 114 років, 210 днів              | Франція         |
| 6  | Мері Харріс            | Ж     | 13 травня 1911    | 114 років, 78 днів               | США             |
| 7  | Сігеко Кагава          | Ж     | 28 травня 1911    | 114 років, 63 дні                | Японія          |
| 8  | Боніта Гібсон          | Ж     | 4 липня 1911      | 114 років, 26 днів               | США             |
| 9  | Вінні Фелпс            | Ж     | 10 жовтня 1911    | 113 років, 293 дні               | США             |
| 10 | Фуйо Кісімото          | Ж     | 20 грудня 1911    | 113 років, 222 дні               | Японія          |
| 11 | Суміко Морі            | Ж     | 30 січня 1912     | 113 років, 181 день              | Японія          |
| 12 | Ільзе Майнгаст         | Ж     | 14 березня 1912   | 113 років, 138 днів              | Німеччина — США |
| 13 | Маргарет Романс        | Ж     | 16 березня 1912   | 113 років, 136 днів              | Латвія — Канада |
| 14 | Марія Кармела Річчі    | Ж     | 16 квітня 1912    | 113 років, 105 днів              | Італія          |
| …  | Жуан Марінью Нето      | Ч     | 5 жовтня 1912     | 112 років, 298 днів              | Бразилія        |
| …  | Жосіно Левіно Феррейра | Ч     | 3 квітня 1913     | 112 років, 118 днів              | Бразилія        |
| …  | Іліє Чокан             | Ч     | 10 червня 1913    | 112 років, 50 днів               | Румунія         |